# Tanjung Raja Timur
Tanjung Raja Timur is een bestuurslaag in het regentschap Ogan Ilir van de provincie Zuid-Sumatra, Indonesië. Tanjung Raja Timur telt 2560 inwoners (volkstelling 2010).